# Agostino di Duccio

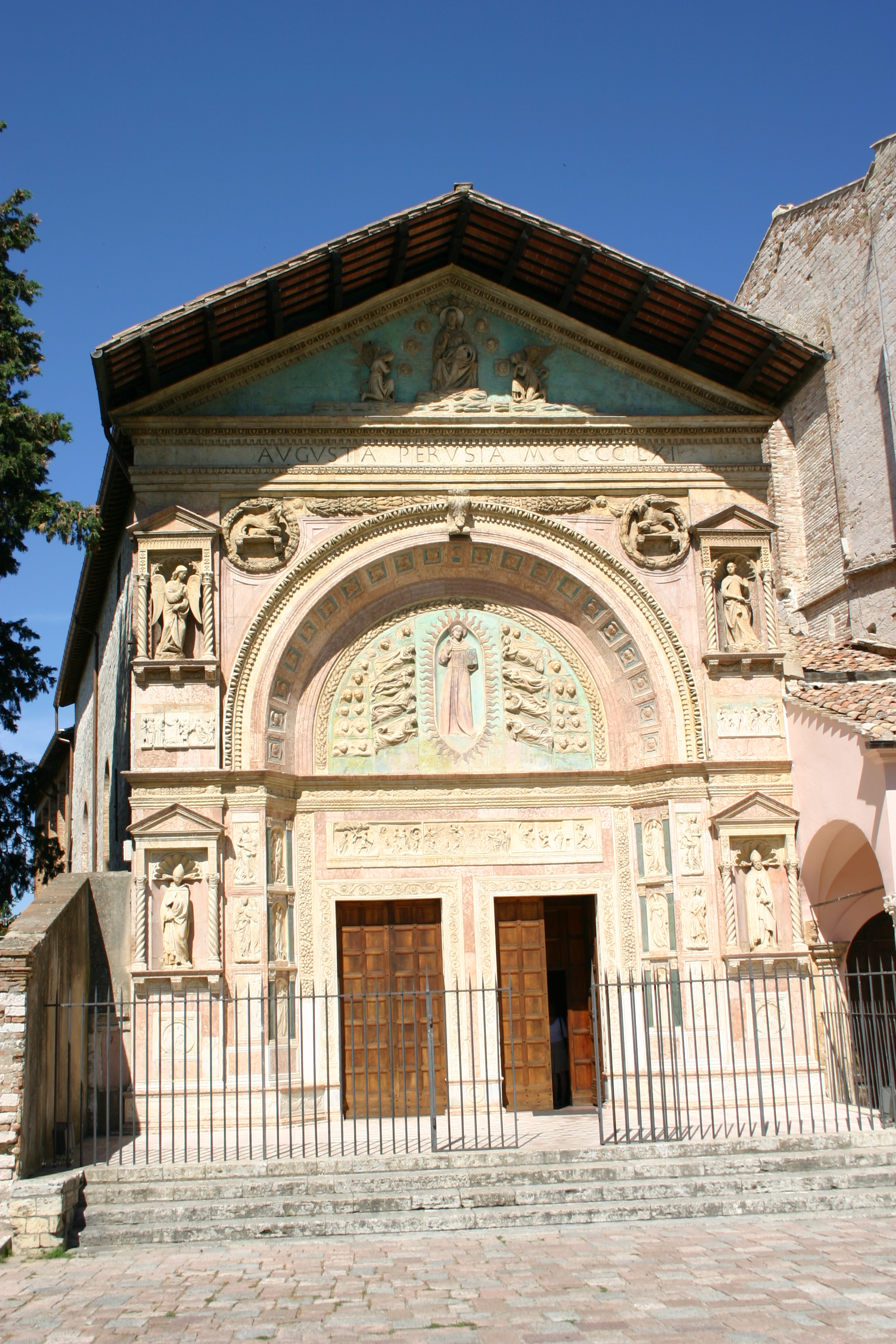
Façana dell'Oratorio di San Bernardino a Perusa.

Agostino di Duccio (Florència, República de Florència, 1418 - Perusa, 1481) fou un escultor florentí.
Nascut a Florència, la seva formació es va realitzar al costat de Donatello i Michelozzo durant les obres del púlpit de Prato. De Donatello va aprendre la tècnica dels relleus a stiacciato, utilitzant-la profusament per cercar efectes de mera decoració superficial. El 1441, després d'una acusació de robatori, va abandonar la seva ciutat natal, refugiant-se a Mòdena. En aquesta ciutat va realitzar l'altar de San Geminiano per a la catedral, on és visible la influència de Michelozzo. El 1446 va ser a Venècia, on va estudiar l'escultura gòtica, present a nombrosos dels monuments de la ciutat, i va establir contacte amb Matteo de'Pasti, amb el que va col·laborar posteriorment a la decoració del Temple Malatestiano de Rímini.